# Sledstvie vedut Kolobki
Sledstvie vedut Kolobki (en ruso: Следствие ведут Колобки) es una película animada soviética creada por los directores Alexander Tatarsky e Igor Kovalev en Ekran. Consta de dos partes. La primera parte se estrenó en 1986 y la segunda en 1987. El nombre de la caricatura parodia el nombre de la popular serie de detectives soviéticos que Sledstvie vedut ZnatoKi.

## Gráfico
El contrabandista extranjero Karbofós, que llegó a la ciudad de Ensk disfrazado de turista, secuestra a un raro elefante rayado llamado Baldakhin del zoológico. El elefante en sí una vez perteneció a Karbofós, pero escapó de él, incapaz de soportar los golpes y la intimidación. Los famosos hermanos detectives Kolobki, Chef y Colega toman el caso. El mismo Karbofós está tratando de llevar a Baldajin al extranjero y de manera fraudulenta toma un certificado de una tienda de recuerdos de que el elefante de porcelana le pertenece (habiendo recibido un certificado para un elefante de porcelana, Karbofós rompió la estatuilla en el acto). Sin embargo, Koloboks aparece en el aeródromo desde donde Karbofós quiere volar con un elefante. Karbofós quiere empujar al elefante hacia el avión y lo golpea con un palo. En este momento, los detectives atraen a Baldakhin con su aceite de pescado favorito y soplan en la tubería, razón por la cual el elefante se dirige a los hermanos y arroja al antiguo dueño. Pero Karbofós también intenta atraer al elefante con música de flauta, lo que hace que el elefante pierda la voluntad y regrese. Karbofós comienza a meter a Baldakhin en el avión. Aquí, el Jefe dispara con una ventosa de su revólver a un taburete en la parte trasera de Karbofós y comienza a tirarse de sí mismo, pero el villano corta el taburete con unas tijeras y el Jefe es arrojado lejos. En el último momento, por alguna razón desconocida, el sirviente de Karbofós se pasa al lado de los detectives, disparando a su amo con globos de una ametralladora. El villano se va volando y los hermanos Kolobki, junto con un sirviente y un elefante, caminan por la ciudad.

## Trabajó en la película
- Guionista: Eduard Uspensky
- Directores y escenógrafos: Alexander Tatarsky, Igor Kovalev
- Director de fotografía: Iosif Golomb
- Compositor: Yuri Chernavsky
- Ingeniero de sonido: Oleg Solomonov
- Animadores: Vladlen Barbe, Andrey Svislotsky, Dmitry Naumov, Sergey Shramkovsky, Evgeny Delyusin, Alla Yurkovskaya
- Artistas: Natalia Gracheva, Yulia Lebedeva, Maxim Radaev, Valentin Telegin, Anna Yushkina
- Asistentes: Irina Doroshenko, E. Egorycheva, L. Narguile

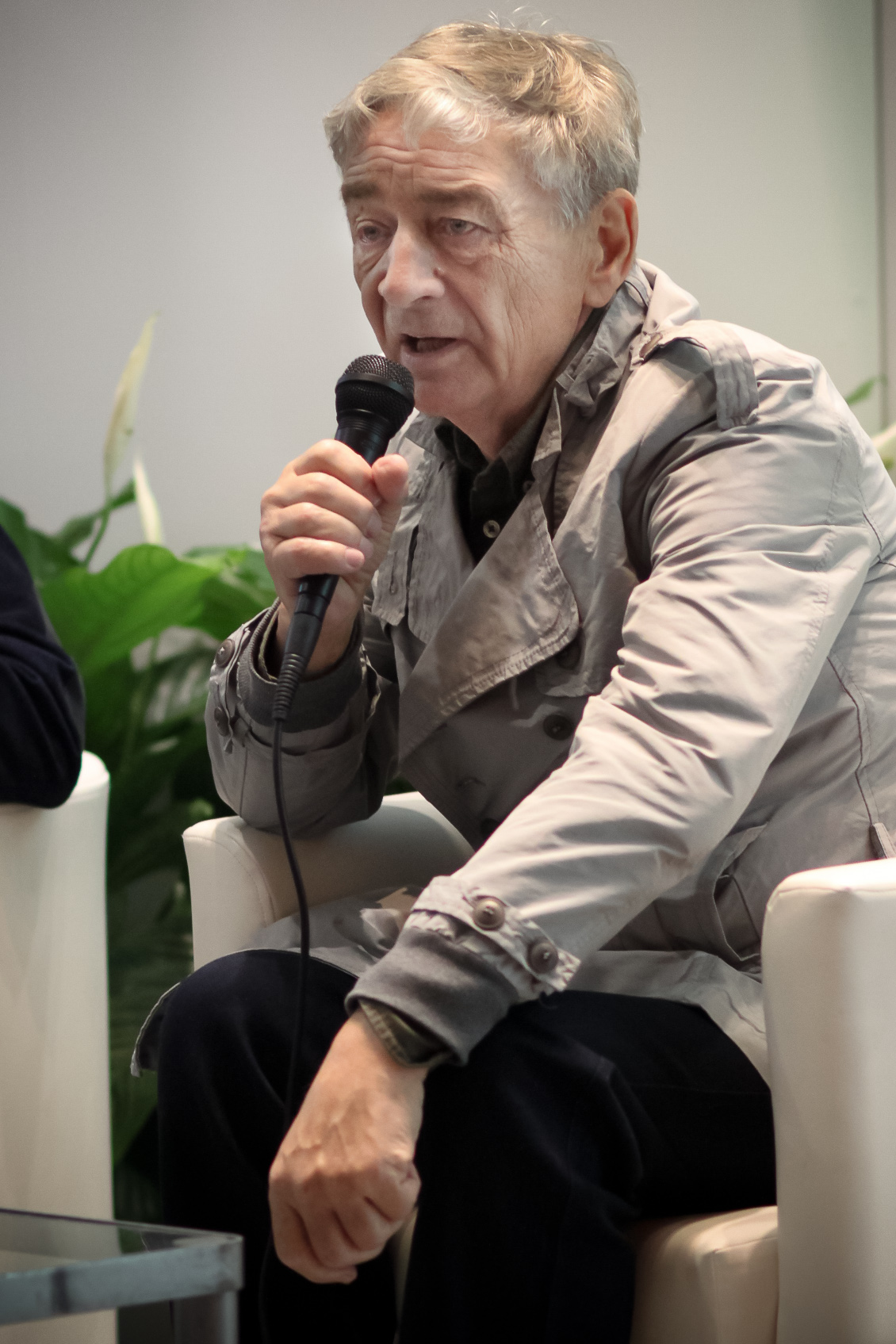
Eduard Uspensky, creador de los hermanos Kolobki (que luego se convertirían en los Hermanos Pilotos)

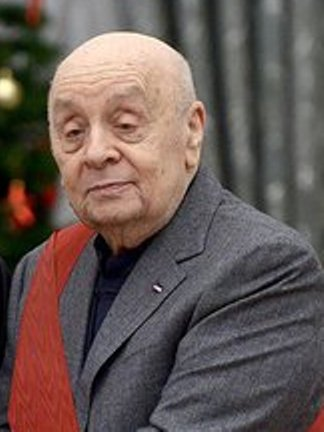
Leonid Bronevoi, la voz del Chef en los episodios 1 y 2 de dibujos animados Sledstvie vedut Kolobki

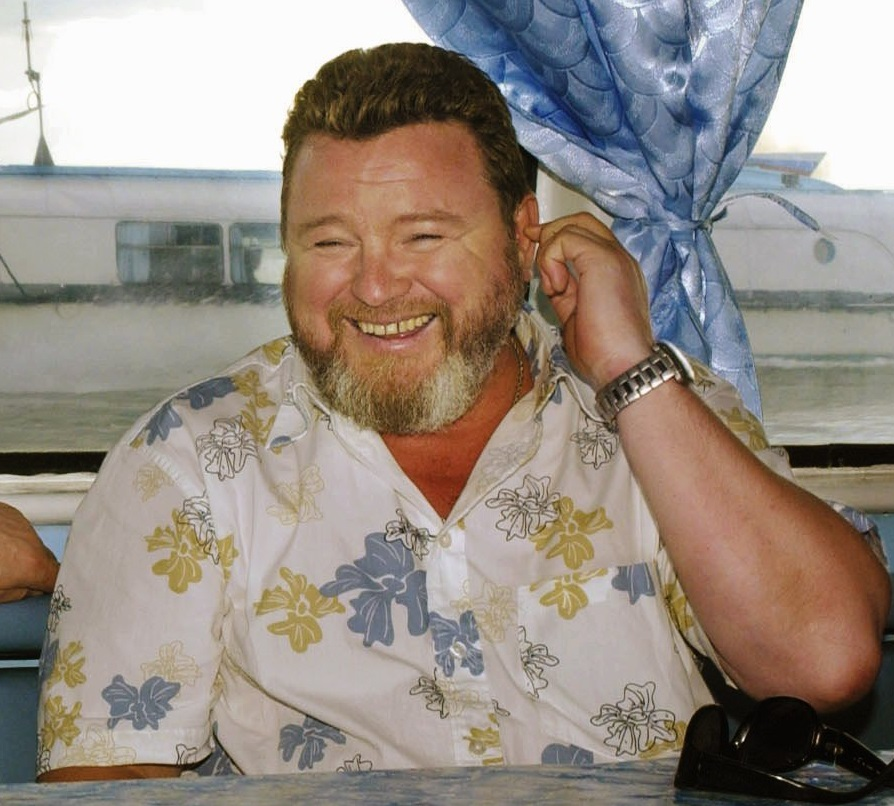
Mikhail Evdokimov, la voz del Jefe en los episodios 3 y 4 de los dibujos animados Sledstvie vedut Kolobki y en el ciclo de dibujos animados Iz licnoy zhizni Bratyev Pilotov

- Montaje: Lyubov Georgieva
- Montaje: Alisa Feodoridi
- Director: Igor Gelashvili

### Actores de voz
- Leonid Bronevoy — Chef (episodios 1 y 2)
- Mikhail Evdokimov — Chef (episodios 3 y 4)
- Alexey Ptitsyn — Colega
- Stanislav Fedosov — 3 todos los demás personajes, incluido Karbofós, su sirviente y el elefante.
- Anna Shatilova — locutora

## Premios
- Premio "Golden Cooker" en el IFF de Varna, 1987.

## Juegos
Basado en la película animada, se crearon 8 juegos de computadora:
1. Hermanos Pilotos. Tras las huellas del elefante rayado, fecha de estreno: 22 de septiembre de 1997 (aventura, búsqueda).
2. Hermanos Pilotos. El caso de un maníaco en serie, fecha de lanzamiento: 2 de diciembre de 1998 (aventura, búsqueda).
3. Hermanos Pilotos. El otro lado de la Tierra, fecha de lanzamiento: 11 de junio de 2004 (aventura, búsqueda).
4. Hermanos Pilotos. Olimpiada, fecha de estreno: 27 de agosto de 2004 (arcade).
5. Hermanos Pilotos 3D. Case of Garden Pests, fecha de lanzamiento: 22 de octubre de 2004 (aventura, búsqueda).
6. Hermanos Pilotos 3D. Secrets of the Kennel Club, fecha de lanzamiento: 29 de abril de 2005 (aventura, búsqueda).
7. Hermanos Pilotos. The Atlantic Herring Mystery, fecha de estreno: 27 de enero de 2006 (arcade).
8. Hermanos Pilotos. Catcher, fecha de lanzamiento: 2 de marzo de 2007 (arcade).

## Versión inglesa
En 9 de agosto de 2018 en el canal de YouTube "Советское телевидение. ГОСТЕЛЕРАДИОФОНД России" una versión de la caricatura Sledstvie vedut Kolobki fue lanzada en inglés.

## Enlaces
- Sledstvie vedut Kolobki en el sitio "Энциклопедия отечественного кино"
- Asociación creativa "Ekran"

- Datos: Q4423286